# Amédée Thalamas
Pour les articles homonymes, voir Thalamas.
Amédée Thalamas, né le 23 septembre 1867, à Paris et mort le 27 mai 1953, à Bellerive-sur-Allier est un professeur d'histoire et géographe français. Professeur de l’enseignement secondaire, il a enseigné au lycée Condorcet, puis au lycée Charlemagne et à la Sorbonne. Il a également été directeur général de l’Instruction publique en Indochine. Il fut député radical de Seine-et-Oise de 1910 à 1914.

## Biographie

### Jeunesse et débuts
Amédée François Thalamas naît le 23 septembre 1867 à Paris. Son père est employé des Chemins de fer de l'Ouest. En mai 1874, à la mort de son père, il est élevé par sa mère, « ouvrière en lingerie ». Sa scolarité est brillante : boursier externe au lycée de Versailles, il reçoit deux prix et deux accessits au Concours général. Après ses deux baccalauréats, il entre en octobre 1886 au lycée Henri-IV mais échoue par deux fois au concours d'entrée de l'École normale supérieure (1887 et 1888). En 1892, il est reçu premier à l'agrégation d'histoire et géographie.
Il devient professeur au lycée de Saint-Quentin (1892-1894), puis à celui d'Amiens (1894-1902).
Jugé « mûr pour Paris » par un inspecteur général, il est nommé au lycée Michelet de Vanves, puis au lycée Condorcet de Paris en décembre 1902.

### Polémique
En novembre 1904, éclate la première « affaire Thalamas » : selon une lettre en date du 14 novembre de Georges Berry, député monarchiste « rallié » de la Seine, au ministre de l'Instruction publique Joseph Chaumié, le professeur aurait « outragé en termes inqualifiables devant ses élèves la mémoire de Jeanne d'Arc ». Le 15, une campagne de presse hostile est déclenchée. Des manifestations sont organisées. Le 29 novembre, le ministre Chaumié nomme Thalamas au lycée Charlemagne, après lui avoir adressé un blâme.
En décembre 1908, l'« affaire » rebondit : Thalamas doit assurer un cours libre en Sorbonne sur la « pédagogie pratique de l'enseignement de l'histoire ». Des incidents éclatent, impliquant notamment des étudiants « nationalistes et royalistes ». Maurice Pujo, à la tête des Camelots du roi, branche de l'Action française, dirige ainsi les manifestants. L'Action française fait ainsi parler d'elle et élargit son audience en perturbant les cours, frappant et insultant Thalamas. Le 17 février, à la suite d'une énième perturbation, le cours est annulé.

### Engagement politique
Il est candidat lors des élections législatives de 1906 dans la 3e circonscription de Versailles face au député sortant Théodore Rudelle. Avec 8 027 ce dernier est réélu, Amédée Thalamas échouant à se faire élire avec 4 867 voix. Toutefois, lors des législatives suivantes de 1910 il parvient à l'emporter au second tour avec 8 577 voix sur 16 438 votants contre les 7 597 voix obtenues par Rudelle.
A la Chambre des députés, il siège au sein du groupe radical-socialiste et intègre la commission de l'enseignement et des beaux-arts, ainsi que de la commission des comptes définitifs. Il est secrétaire du groupe pour l'amélioration des retraites ouvrières. Dans ce cadre il intervient dans les débats sur tous les budgets de la législature, notamment ceux relatifs à l'Instruction publique et aux Beaux-arts.
Amédée Thalamas dépose également plusieurs propositions de loi, pour « modifier le taux de pension de retraite des officiers, à créer une justice de paix scolaire, à créer l'unité d'origine dans le recrutement du personnel de l'intendance militaire, à garantir aux commerçants la propriété de leur fonds, à unifier les appellations et les tenues des officiers et assimilés des troupes métropolitaines et coloniales ».
Prenant part aux débats concernant des projets de lois sur l'organisation de l'armée et l'aéronautique militaire, il interpelle les gouvernements successifs sur la politique coloniale en Afrique, les grèves de cheminots et les manifestations militaires dans certaines garnisons. Dans ce cadre, il vote contre la loi des Trois ans en 1913 ainsi que contre la représentation proportionnelle.
Candidat à sa réelection lors des élections législatives de 1914 dans la même circonscription, Amédée Thalamas est battu par son adversaire progressiste Aristide Prat, professeur agrégé de l'université, qui obtient 6 288 voix face à ses 5 389. Il abandonne dès lors la vie politique active pour se consacrer à sa carrière universitaire.

### Années ultérieures
En 1921, il soutient une thèse de doctorat sur La Géographie d'Ératosthène.

## Distinctions
- Chevalier de la Légion d'honneur